# 國立中央大學 (大陸時期)
國立中央大學是中華民國的一所大學，因創校於中華民國首都南京因而得名中央。其前身甚多，1921年得名国立东南大学，是首次以「大學」作為校名。1928年5月定名为国立中央大学。1937在抗日戰爭時跟隨第二次蔣中正內閣一同西遷重慶，1946年回遷，在校史稱「南京及重慶時期」。
西遷重慶期間，汪精卫国民政府成立1940-1945年在南京的國立中央大學，主要招收日本軍事佔領區內貧寒學生，與重慶對峙。1952年南京高校院系调整被拆分為多所高校。1962年在台灣以原名國立中央大學復校。2006年，中华人民共和国将中央大學舊址錄入全国重点文物保护单位。
中大創校之初，師資鼎盛，理科、農科教員有80%留洋，全中國首個生物系更在東大創系。史家有言「北大以文史哲著稱，中大以科學名世」。

## 歷史

### 清末新式教育：三江師範學堂、兩江師範學堂（1902年－1911年）
19世纪末，清朝统治下的中国社会处于内忧外患之中，1901年清政府推行“新政”，1902年颁布《钦定学堂章程》，开始采用癸卯学制。5月30日，兩江總督劉坤一與東南名儒張謇、繆筱珊等人籌劃新學，倡議興學「應從師範學堂入手」，向清廷上《筹办学堂折》，呈請在江宁開辦師範學堂。
1903年2月，继任总督张之洞上奏《创建三江师范学堂折》，重申“师范学堂为教育造端之地，关系尤为重要”“辦師範學堂以為學務全局之綱領”，聘繆荃孫為首任縂稽查，在明朝国子监旧址建立三江师范学堂，为江苏、安徽、江西三省之公学。1904年11月，三江师范学堂正式开学。

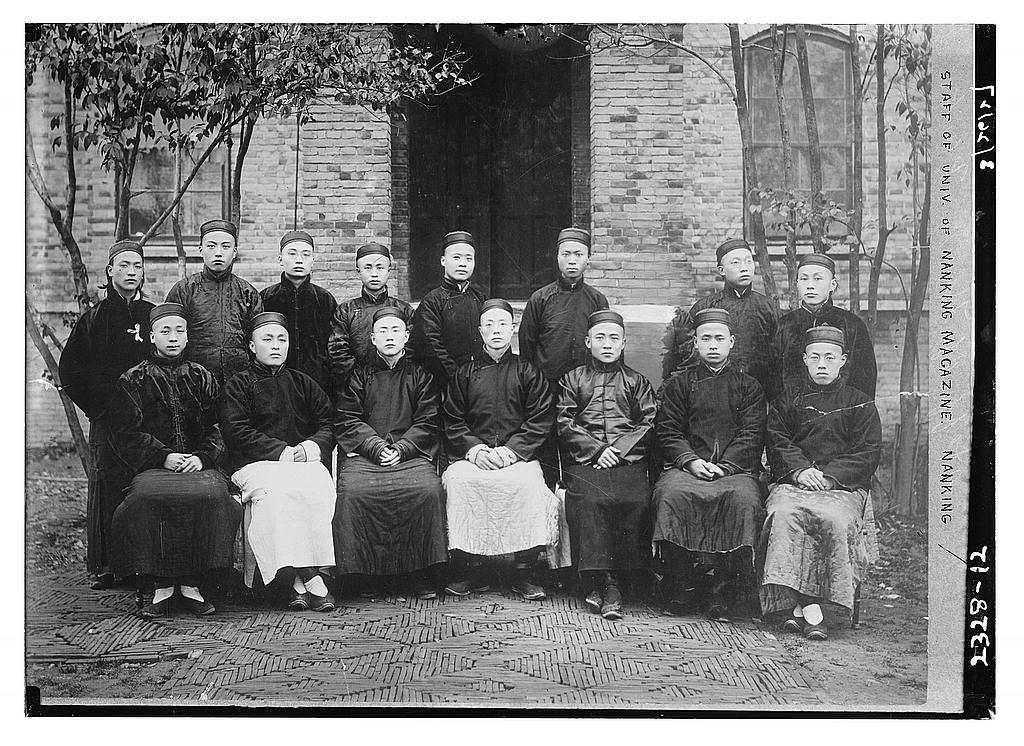
两江师范学堂校园杂志的全体办事人员合影，1910年代

三江师范学堂拟照北洋学堂章程，延聘日本教习12人，挑选本省科举出身的中国教员50人，相互学习，先练教员。预定学额900名。前三年先招速成科、本科，以满足各州县小学教育之需，第四年招收高等师范本科，以备中学教员之选。

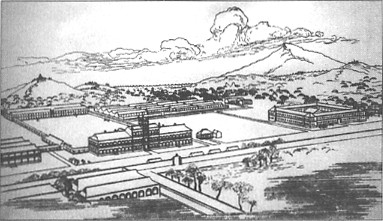
两江师范学堂手绘全景

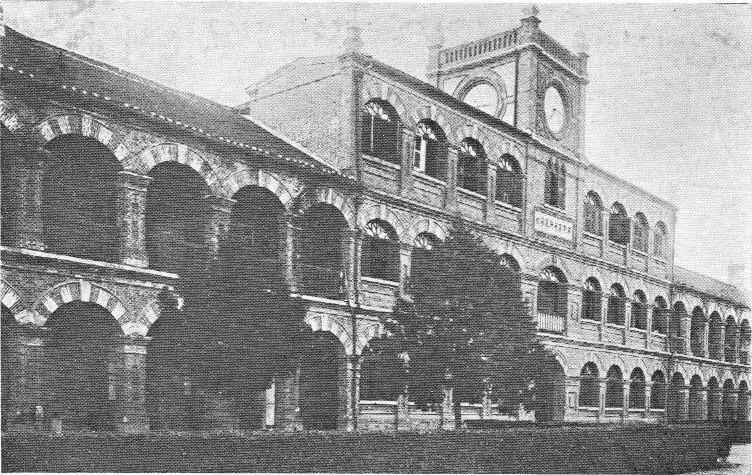
南京高師一字房，建於清末己酉年（1909年）

1906年5月，三江師範學堂易名兩江優級師範學堂，李瑞清出任監督，停辦初級師範，專辦優級師範。創設中國高等學校中第一個圖畫手工科，並設音樂副科，為中國培養了第一代近代化的美術師資和藝術人才。增設公共科、分類科；公共科即通識科，學生據學業程度不同修讀一至三年，主要修讀人倫道德、群經源流、中國文學、外語、邏輯、算學等公共通識課程；分類科即專業科，提供完成公共科學習之後進行的分學科類別的專業教育。增設分類科。1910年，两江优级师范学堂已设有地理历史部、国文外国语部、数学物理化学部、农学博物部等4部。
因辛亥革命，1911年底兩江師範學堂陷於停辦。

### 南京高等師範學校（1915年－1923年）
1914年7月15日，江苏巡按使韩国钧委任江谦为校长，勘察两江优级师范学堂旧校舍，筹建南京高等师范学校。次年初，郭秉文受江謙函聘為教務主任，在美國延攬師資。1915年9月10日，南京高師正式開學，初設理化、國文兩部和國文專修科，首屆學生110人。1916年，創設體育專修科、工藝專修科。1917年，添設英文專修科、農業專修科、商業專修科。
1918年9月，郭秉文出任南高师校长。1918年，添設教育專修科。1919年，國文部改為國文史地部，理化部改為數學理化部，翌年合併為文理科。到1920年，學校設文理科、教育專修科、英文專修科、農業專修科、工藝專修科、商業專修科、體育專修科，學生357人。文理科下設國文系、英文系、歷史系、哲學系、數學系、物理系、化學系、地學系，並成立心理學系。各专修科中，1915年設立的體育科成為中國高等體育教育的開端。1917年設立的商科，1921年遷至上海擴充為商科大學，是中國第一所商學院。
1919年5月，南京高師實施陶行知的「教學法」提案，以「教學法」代替「教授法」。同年，「改良課程案」獲教务会议通过，学校自1920年9月實行選科制與學分制，開設必修及選修課，規定学生修畢一定學分方可畢業。12月27日，校务会议通过陶行知提议的《规定女子旁听法案》，顶住各方压力于翌年正式录取8名女生和50多名女旁听生，成为中国第一所男女同校的高等学校。

### 國立東南大學（1921年－1927年）
1920年4月7日，國立南京高等師範學校校长郭秉文在校务会议上提议在南高师的基础上创办一所国立大学，获得一致赞成，随即组建“筹议请改南高为东南大学委员会”，“擬就南京高等師範學校校址及南洋勸業會舊址，建設南京大學，以宏造就”；此後高師改大，更名「國立東南大學」。9月25日，郭秉文等十位发起人联名向国务院和教育部申请设立大学。12月7日北洋政府國務會議通過南高籌建大學的議案，並定名為「國立東南大學」，12月16日成立籌備處。

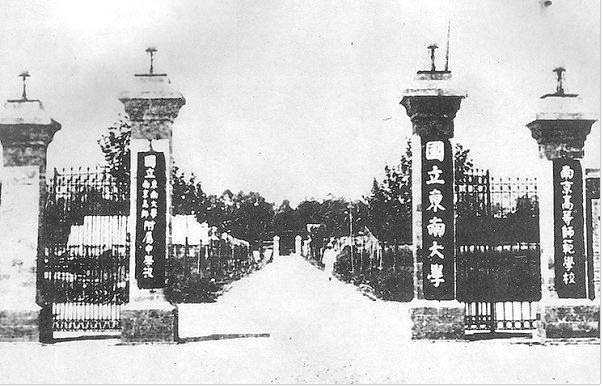
1921年至1923年，東南大學與南京高師並設，圖為當時的校門。

1921年6月6日，东南大学董事会成立，通過《東南大學組織大綱》，郭秉文任校长，劉伯明任校長辦公室副主任，陶行知任教務主任。9月东南大学正式开学。12月校评议会和教授联席会决定南高师并入东南大学。东南大学各科系在南高师的基础上陆续增设，南京高等師範學校之教育、農、工、商四個專修科改歸東大，其他各本科仍暂由南高辦理。南高自1921年起不再招生，俟其學生全部畢業後即併入東大。
國立東南大學成立後，南京高等师范学校各专修科不再招生，其學生全部畢業後即併入東大。1921年，南京高师商业专修科改为东南大学商科，迁至上海分设上海商科大学。
1922年7月，茅以升出任东南大学第一任工科主任，1923年3月与杨杏佛、涂羽卿等7名教授联名向学校教授会和评议会提议，在工科机械工程系的基础上增设土木工程系和电机工程系，获得通过。
1923年7月，南京高等师范学校撤去校牌，南高正式并入國立東南大學。此时国立东南大学下设文理科、教育科、工科、农科、商科共5科20余系。
1924年4月，东南大学校董事会以学校经费不足为由停办工科。8月，经水利局协商，东大工科三系与河海工程学校合并组建河海工科大学，由茅以升出任首任校长，设机械工程、电机工程、土木工程、水利工程系。其中工科机械、土木、电机三系实在东南大学工科。
1925年1月，校長郭秉文被免職，由此引發了長達三年的東大易長風潮。

### 國立第四中山大學、國立中央大學（1927年－1949年8月）

#### 南京時期

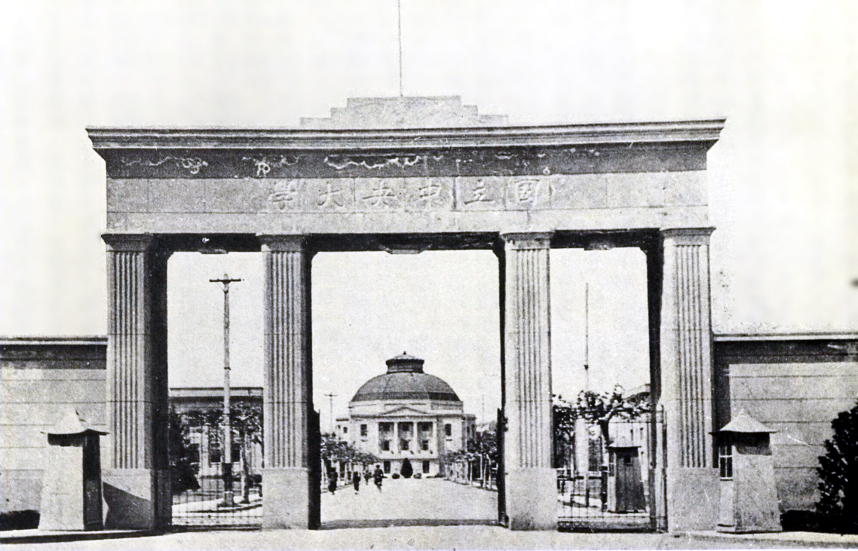
国立中央大学南门，1930年代

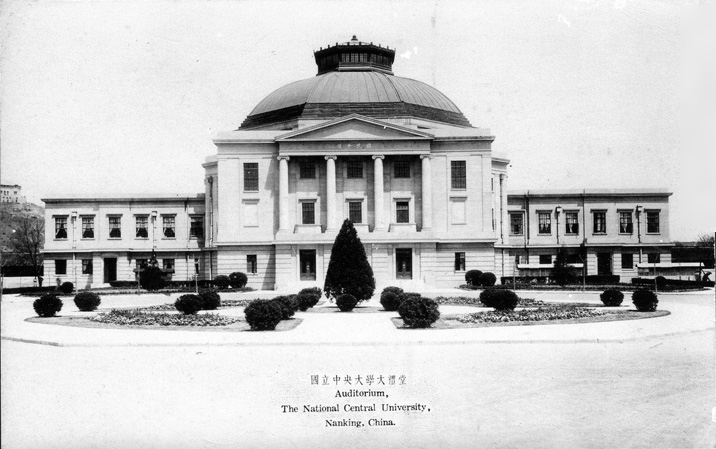
建成于1931年的中央大学大礼堂，第六批全国重点文物保护单位——中央大学旧址的一部分。

1927年3月，國民革命軍北伐，国民政府定都南京。
6月實行大學區制，以国立东南大学为基础，并入河海工科大学、上海商科大学和江苏法政大学、江苏医科大学，以及南京工业专门学校、南京农业学校、苏州工业专门学校、上海商业专门学校四所公立專門學校，在南京改組易名國立第四中山大學，因一時的政治氣氛而南京是北伐軍攻克的第四座歷史文化名城，並帶有紀念中華民國國父孫中山之涵義而命名之。
1928年2月，因國立第四中山大學校名易致混淆且不合常規改為國立江蘇大學，4月5日大學院又作出決定：大學區大學均不必加國立二字，原第四中山大學只稱江蘇大學。由於校名遭去除「國立」二字且「既不足以冠全國中心之學府，又不足以樹首都聲教之規模」遂引發「易名風潮」，師生罷課抗議要求改名為「國立南京大學」，並致函時任國民黨中央監察委員的吳稚暉尋求支持，而吳稚暉另提出了「國立首都大學」之議。而後，國民黨江蘇省黨部執行常委馬元放提議改名為「國立中央大學」，因「中央」二字標示出國都之所在，又更足以彰顯並形成全國教育及文化之中心
。
1928年5月，定名國立中央大學。
由于国民政府试图加强对高等学校的控制，中央大学被卷入上层政治角力，4年间人事动荡、经费遭长期拖欠，大批教师流失，学校教学科研都陷入困境。
1929年7月1日，國民政府決議由教育部定期停止試行大學區制。至此，大學區制完全被取消，地方上又恢復了教育廳制度。歷時兩年的大學院與大學區教育制度的改革，爰後以失敗告終。1929年，沿用自南高時期的學分制改為學分制和學年制結合。
1932年6月，教育部下属国民政府国立中央大学整理委员会将中央大学解散整理，中央大学商学院独立为国立上海商学院，中央大学医学院独立为上海医学院。8月，罗家伦被任命为国立中央大学校长，任职期间对学校行政进行改革，同时延揽名师、扩建校舍、增购书刊设备。1935年5月，國立中央大學於南京重新成立醫學院。

#### 西遷重慶
1937年抗日戰爭爆發，淞沪战事恶化。8月教授會通過遷校重慶的方案，直接利用原定新校舍營造費。10月上旬教職工開始經長江水路遷徙至重庆沙坪坝，借用重庆大学松林坡建造校舍开学。医学院、农学院畜牧兽医系则迁往成都华西坝华西大学校舍。抗戰期間，物資缺乏，物質生活艱苦在重慶，自1937年底起學校遭受日军飛機持续五年的疲勞轟炸，不過這並沒有能够阻止學校的成長。1939年，学校又在重庆柏溪增设航空工程系、水利工程系、气象系、边政系等科系以及工科、医科、文科、法科及师范研究所。同期，汪精卫国民政府成立1940-1945年在南京的國立中央大學，主要招收日本軍事佔領區內貧寒學生，校址在南京金陵大學。
在國民政府「一寸山河一寸血，十萬青年十萬軍」的號召下，中央大學和重慶大學等校投筆從戎參加青年軍的學生占在校生的三分之一。 當時，李承晚領導的大韓民國臨時政府便暫設在中央大學校內（松林坡民主牆右側）。
重慶時期的國立中央大學是名副其實的全國最高學府，其学生人数、學科数量居全國大學之首。1941年，学校有專職正、副教授183人，講師39人，助教179人；在校大學生3153人，全校開設課程共829種。 
1941年和1943年教育部兩次遴選出「聲譽卓著，具有特殊貢獻」的「部聘教授」45人，中央大學入選12人，超過其總數的四分之一。
中央大學一校的經費，相當於北京、清華、交通、浙江四校的總和。抗戰初期的全國大學名校「聯考」統一招生中，全部考生總數的三分之二將中央大學作為第一志願來填報。
1945年8月抗战胜利，汪精卫国民政府倒台，宋子文內閣教育部長朱家驊於9月下令解散同名的1940-1945年在南京的國立中央大學，其圖書雜誌翌年歸金陵大学，儀器設備与档案翌年由回遷的中大接收。吴有训出任中大校长主持复员回迁，1946年11月1日中央大学在南京复校。文、理、工、法、师范学院和一部分农学院学生在四牌楼本部。
中央大学回迁南京后，在丁家桥地区设立分部，称为中央大学二部，当时二部共有师生2000多人。该校址原为1922年黄炎培亲赴印尼，请得华侨张煜南（步清）捐赠出丁家桥南洋劝业会旧址，成立江苏省立第一农业学校。1927年7月，常宗会、张天才前往接收该校，合并于第四中山大学农学院。并以该校旧址作为四中大农学院院址。抗战胜利后被军政部接收，办起联勤第一卫生器材厂。1946年被中央大学收回。当时中大的规模已是战前的三、四倍，原四牌楼校舍已不敷使用，于是决定将中大分为一部和二部，又称本部和分部。四牌楼为校本部，二部南自丁家桥，北至筹市口，东至芦营，西至金川河支河，面积1000余亩，东南部为农学院（院长罗清生，后为邹钟琳），西南部为医学院（院长戚寿南）。1947年11月学生宿舍建成，所有一年级新生迁入，因此习惯上又称二部为新生院。二部设校长办公室、教务组、训导组、事务组等一室三组，校办主任由沈其益兼任，教务主任徐宗岱、训导主任范任宇、总务主任刘彬。
至1949年，中央大学各院系无大变更，研究院增设法医、经济、社会三个研究所。此时中大工学院下设建筑工程、土木工程、电机工程、机械工程、航空工程、水利工程、化学工程7系，医学院下设临床医学、生理、药理、病理等学科。

### 第二次國共內戰後：國立南京大學、南京大學

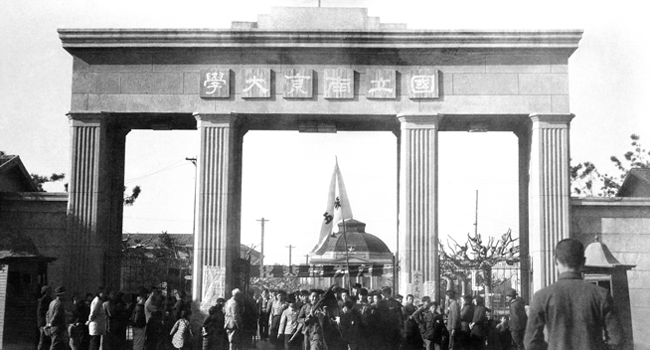
1949年，国立南京大学师生走出校门庆祝“南京解放”。

1949年1月，中华民国在國共內戰战败已成定局，中大校长周鸿经奉命迁校。中大师生普遍对第二次孫科內閣丧失信心，多数教授决定留在南京。周鸿经离校后，在中國共产党地下组织的主持下，中大先后组成应变委员会、临时校务委员会维持校务、保护校产，准备迎接中国人民解放军入城。同年4月1日，南京爆发反对國民黨當局的学生游行，遭到军警镇压，中大有两名学生遇难；4月23日，解放军开进南京，军管会派赵卓到中大接管，宣布由森林系主任梁希主持校务。5月7日，解放军南京市军事管制委员会派员接管国立中央大学。8月8日，国立中央大学接華東教育部的通知，被改名为「國立南京大學」。1950年，去“國立”二字，改稱“南京大學”，梁希任校务委员会主席。
中华人民共和国成立后，梁希应周恩来的提名出任中央人民政府林垦部部长，心理学系主任潘菽接任校务委员会主席，1951年7月改行校长制后任校长。

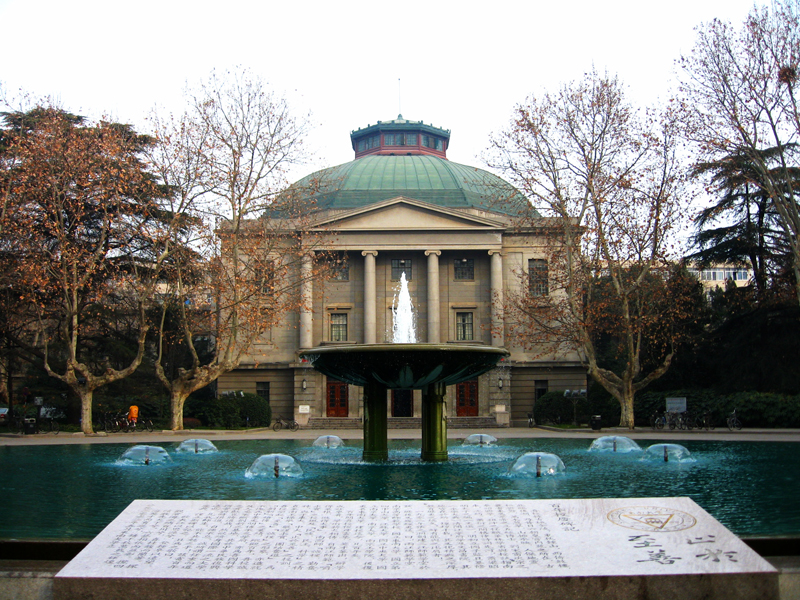
原國立中央大學大禮堂，現為东南大学大礼堂

1952年，在中華人民共和國实施的院系調整中，南京大學調整出工學、農學、師範等部分院系後，與金陵大學文、理學院等合併， 仍名南京大學，校址從四牌樓遷至鼓樓金陵大學原址。
。
以原南京大學工學院機械工程系、土木工程系、化學工程系、建築工程系、電機工程系以及農學院食品工業系共6個系為基礎，併入金陵大學化學工程系和電機工程系，以及江南大學機械工程系、電機工程系和食品工業系，成立多科性的工業大學，名為南京工學院，留在原中央大學四牌樓本部校園。

## 系科設置

### 1923年國立東南大學
此时全校共教职员200余人，学生1600人。设5科28系：
- 农科：设生物、农艺、园艺、畜牧、蚕桑、病虫害等系（生物学系兼属文理科，曾分设植物系、动物系）；
- 文理科：设国文、历史、哲学、外文、政治、经济、数学、物理、化学、地学等系（外文系由原西洋文学系、英语系及德、法、日各学程合併而成；政治系、经济系由原政法经济系分设）；
- 工科：设机械工程、电机工程、土木工程等系；
- 教育科：设教育、体育、心理等系（心理学系兼属文理科）；
- 商科：设普通商业、工商管理、会计、银行理财、国际运输等系。

### 1927年6月國立第四中山大學
初設九個學院：農學院、文學院、工學院、社會科學院、教育學院、商學院、自然科學院、醫學院、哲學院。
不久哲學院改為哲學系隸屬文學院，社會科學院改為法學院，自然科學院改為理學院，即設農、文、工、教育、法、商、理、醫八個學院。

### 1928年國立中央大學
- 農學院：農藝系、園藝系、農產製造科；
- 文學院：中文系、外語系、史學系、哲學系、社會系；
- 工學院：土木系、機械系、化工系、電機系、建築系；
- 法學院：政治系、經濟系、法律系；
- 師範學院：教育系、師資專修科、體育專修科、藝術專修科；
- 商學院：工商管理系、銀行理財系、會計系、國際貿易系；
- 理學院：數學系、物理系、化學系、生物系、心理系、地學系；
- 醫學院：基本醫學系、臨床醫學系。

### 1941年國立中央大學
設有七個學院（農、文、工、師範、法、理、醫），一個研究院，五十六個系科，九個研究部，一個專科學校，一個附屬中學，以及醫院、農場、工廠等一系列下屬單位；有專職正、副教授183人，講師39人，助教179人；在校大學生3153人，全校開設課程共829種。

### 1947年國立中央大學
中大擁有7院41系及科組、23個研究機構。
- 農學院：農藝系、農業化學系、農業經濟系、園藝系、畜牧獸醫系、森林系、畜牧獸醫專修科；
- 文學院：中文系、外文系、歷史系、哲學系、俄文專修科；
- 工學院：土木系、機械系、化工系、電機系、建築系、水利系、航空系；
- 法學院：社會系、政治系、經濟系、法律系、邊政系、司法組；
- 師範學院：教育系、體育系、藝術系、體育專修科；
- 理學院：數學系、物理系、化學系、生物系、心理系、地理系、地質系、氣象系；
- 醫學院：醫科、牙科、牙醫專修科、護士師資專修科、高级醫事檢驗職業科。

同时，研究院下设中国文学、外国语文学、历史、哲学、数学、物理、生物、地理、生理、化学、心理、法律、政治经济、教育、农艺、森林、农业经济、畜牧兽医、土木工程、电机工程、生理、公共卫生和生物化学等学部。此外，設有附屬幼兒園、小學、中學。

## 歷任校長
清末採用近代新學制之後歷任校長：
三江师范学堂与两江师范学堂时期
1. 缪荃孙（1902，总稽查）
2. 方履中
3. 陈三立
4. 杨觐圭
5. 刘世珩
6. 徐乃昌
7. 李瑞清（1906－1912，监督）

南京高等师范学校与国立东南大学时期
1. 江谦（1914－1919）
2. 郭秉文（1919－1925）
  - 蒋维乔（代，1926－1927）

国立中央大学时期
1. 张乃燕（1927－1930）
2. 朱家骅（1930－1931）
  - 李四光（代，1932）
3. 罗家伦（1932－1941）
4. （1941－1943）
5. 蒋中正（1943－1944）
6. 顾毓琇（1944－1945）
7. 吴有训（1945－1947）
8. 周鸿经（1948－1949）

## 学术社团

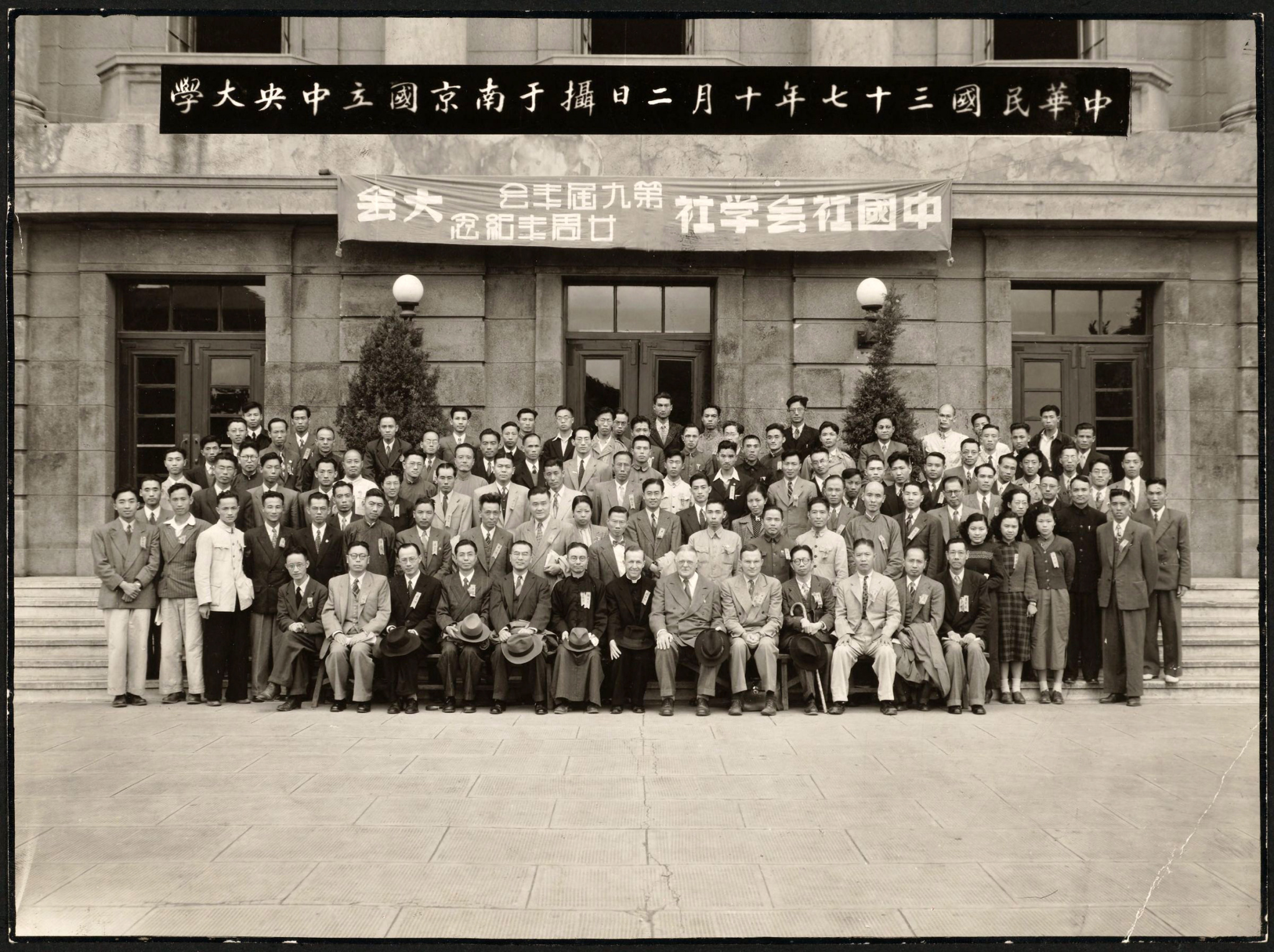
國立中央大學，中國社會學社第九屆年會二十周年紀念大會，1948年

1918年10月，中國科學社設在南京高師，主要成员多在南高、東大任教，其中许多是中国第一代留学西方归来的科学博士，他们多是将各自领域西方现代科学系統引入中国的先驱。
1921年10月，柳诒徵、劉伯明、梅光迪、吳宓、胡先驌等以「論究學術，闡求真理，昌明國粹，融化新知，以中正之眼光，行批評之職事，無偏無黨，不激不隨」為宗旨成立學衡社，1922年1月創辦《學衡》月刊，展開現代中國文化復興運動。同時，柳詒徵、竺可楨領導的南高史地研究會（東大史地研究會）以及嗣後中大時代的國風社，也同樣以昌明中國文化、發展中華文明、促進人類進步為擔當展開學術研究活動。
1927年9月，中華自然科學社在校始創，初期活躍的代表人物有鄭集、李秀峰、趙宗燠、杜長明、楊浪明、謝立惠、余瑞璜、屈伯川、方文培、盛彤笙、李達、李銳夫、吳學周、查謙、沙玉清、沈其益、陳宗器等人。1939年，潘菽、梁希、金善寶等教授在校發起創立「自然科學座談會」，1944年組建中國科學工作者協會，金善寶、梁希、潘菽、塗長望、竺可楨、李四光、任鴻雋、嚴濟慈、幹鐸、李士豪、丁西林、謝立惠等是早期的主要代表人物。1945年，為紀念抗戰勝利，「自然科學座談會」改名為「九三座談會」，隨後更名為九三學社。1958年，以源於該校的中國主要科學團體為基礎在北京組建中國科學技術協會。
1932年，柳翼謀、繆鳳林、張其昀等人，傳承、發揚中國學統，以弘揚中華文化和昌明世界最新學術為任，結為國風社，開辦《國風》學刊。